# Heteronuncia
Heteronuncia is een geslacht van hooiwagens uit de familie Triaenonychidae.
De wetenschappelijke naam Heteronuncia is voor het eerst geldig gepubliceerd door Roewer in 1920. 

## Soorten
Heteronuncia is monotypisch en omvat slechts de volgende soort:
- Heteronuncia robusta